# Panovnický dvůr

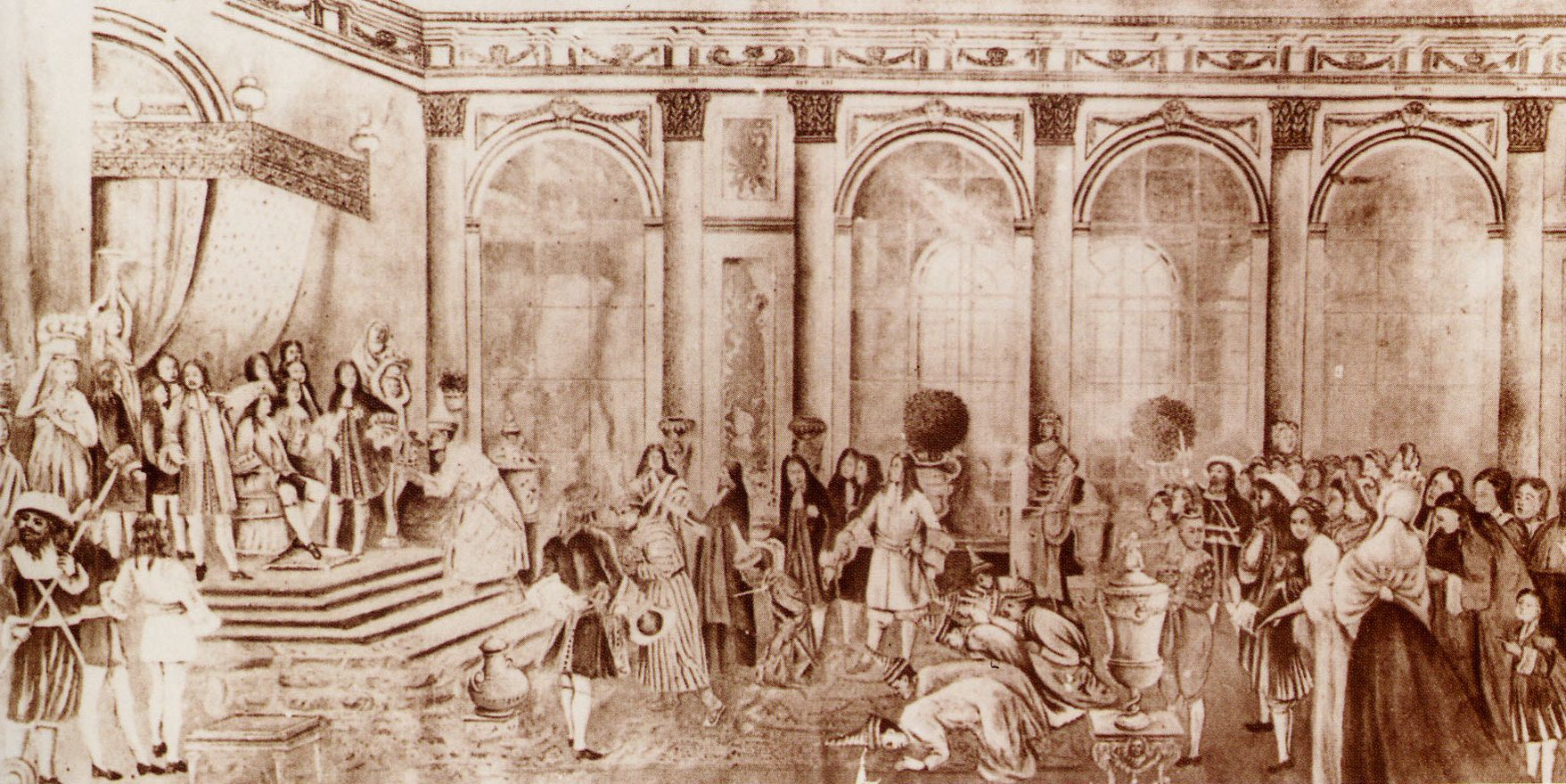
Panovnický dvůr Ludvíka XIV

Dvůr (případně s upřesňujícími adjektivy, například královský dvůr, papežský dvůr čili kurie, knížecí dvůr) je souhrn osob, které patří do rozšířené domácnosti panovníka, případně jiné mocné osoby. Kromě členů panovníkovy užší rodiny sem obvykle patří také nejrůznější hodnostáři, společníci a personál. Ve své nejrozvinutější podobě dvůr může zahrnovat až několik tisíc osob a plnit zároveň funkci centra ekonomické, zákonodárné, soudní i výkonné moci. Dvory jsou v různé podobě známy ze široké škály rozvinutých monarchických společností. Kromě mocenských center dvory obvykle byly i důležitými, často klíčovými centry kulturními a hybateli módy a mravů ve společnosti.